# Голубка (дача генерала Голубова)
«Голубка» — дача генерала Голубова в Алушті, Крим.
Особняк кінця XIX століття, розташований в центрі міста Алушта. Будівля побудована страховим товариством в 1827 р з каменю-черепашнику і діориту. В кінці XIX ст. його купив і переобладнав під дачу відставний генерал Голубов. Тепер в будинку 18 кімнат загальною площею 477,5 кв. м. Три меморіальні дошки на фасаді старовинного особняка нагадують про найважливіші події XIX і XX ст., факти, що стосуються м. Алушти. Праве крило будівлі двоповерхове, ліве — одноповерхове, з підвалом.
Восени 1894 в Лівадії доживав свої останні дні імператор Олександр III. Здоров'я його погіршувалося з кожним днем, і 7 жовтня в Крим була терміново викликана наречена спадкоємця престолу — принцеса Алісія Гессен-Дармштадтська, щоб помираючий цар зміг благословити їхній шлюб. Зустріч спадкоємця престолу Миколи Романова відбулася 10 жовтня 1894 р. на дачі «Голубка». На згадку про цю подію на початку XX ст. на будівлі була відкрита меморіальна дошка. Після 1917 р вона була знищена, а відновлена в 1998 р, дворянським зібранням Криму.
Також на фасаді будівлі, зліва від входу, встановлено меморіальну дошку в пам'ять про заарештованих членів уряду Соціалістичної радянської республіки Тавриди. 20 квітня 1918 під час повстання кримських татар під керівництвом поручника Мухтара Хайретдінова і штабсротмістра С. М. Муфти-заде, у підвалі будівлі були ув'язненні члени Алуштинського ревкому. 21 квітня, після арешту біля села Бююк-Ламбат до них додалися члени уряду Соціалістичної радянської республіки Тавриди на чолі зі А. Й. Слуцьким. Згодом вони були розстріляні в ніч на 24 квітня біля підніжжя гори Демерджі.
Будинок, що стояв неподалік від шосе Сімферополь-Ялта, був одним з «колійних будиночків», призначених для короткочасного відпочинку керівників делегацій, які прибували на Кримську конференцію 1945 Сталін, як відомо з документів, перебував у тій кімнаті, де зараз читальний зал бібліотеки.
Нині в будинку розміщується Центральна міська бібліотека м. Алушти ім. С. Н. Сергєєва-Ценського.